# Unitaristisch Universalisme

Vlammende miskelk

Unitaristisch Universalisme is een vrijzinnige religieuze beweging waar de nadruk ligt op humanisme en persoonlijke spiritualiteit. Unitaristisch Universalisme is ontstaan door een fusie van twee christelijke stromingen: unitarisme en universalisme. Daarna is het geëvolueerd tot een religie zonder "verplichte dogma's, leerstellingen of praktijken," het doel is "een veilige standplaats (zijn) voor iedereen die op een eigen spirituele reis is, of dat nu een humanistische dan wel een theïstische reis is." Een veelgebruikt symbool van de beweging is de vlammende miskelk.

## Overtuigingen
Unitaristisch Universalisme promoot:
- De inherente waarde en waardigheid van elk persoon.
- Rechtvaardigheid, gelijkheid, en mededogen in alle menselijke relaties.
- Acceptatie van elkaar, en aanmoedigen van spirituele groei in onze gemeenschap.
- Een vrije en verantwoordelijke zoektocht naar waarheid en betekenis.
- Het recht op geweten en het gebruikmaken van het democratische proces in onze gemeenschap en in de samenleving.
- Het doel van een wereldgemeenschap die leeft in vrede, vrijheid en gerechtigheid.
- Respect voor het onderling afhankelijke web van alles wat bestaat en waar we onderdeel van zijn.[2]

## Unitaristisch Universalisme in Nederland
Het Nederlandse Unitaristische Universalistische Genootschap organiseert diensten in de Keizersgrachtkerk. De meeste leden zijn Amerikanen die tijdelijk in Nederland zijn, daarom worden alle diensten in het Engels gehouden. Toch groeit ook het aantal Nederlandse leden gestaag.